# DALnet
DALnet je IRC omrežje.
DALnet je dosegljiv z IRC klientom na strežniku irc.dal.net. Omrežje ima v povprečju 30.000 uporabnikov in 18.000 kanalov ter 40 strežnikov.

## Zgodovina
DALnet je bil zasnovan Julija 1994 s strani članov kanala #startrek na EFnetu. Posebnost omrežja je bila ta, da je takrat med prvimi uvedel uporabo servisov, kateri so omogočali trajno registracijo vzdevkov in IRC kanalov.

## Zunanji linki
- Uradna spletna stran